# Berta Rudofsky
Berta Rudofsky, de nacimiento Berta Doctor (Viena, 1910- idem, 22 de junio de 2006) fue una musicóloga, diseñadora, promotora y artista textil austriaca. 

## Biografía y trayectoria
Realizó estudios de musicología en su ciudad natal, a instancia de sus padres. Comenzó pronto a interesarse por obras textiles, en los años 30 en Viena,  y a realizar labores creativas relacionadas con el vestido. En 1934, estando en Ischia, Italia, conoció al arquitecto y teórico moravo Bernard Rudofsky, con el que contrajo matrimonio. Tras la extensión del nazismo en Europa, la pareja viajó a Ginebra y desde allí, vía Trieste y por mar, a América Latina. Allí vivieron primeramente en Río de Janeiro y después en Säo Paulo. Más adelante se dirigieron a Estados Unidos.
La pareja experimentó formas de vida basadas en el espíritu de Lebensreform (reforma de la vida) en contacto directo con la naturaleza, aprendiendo y ejerciendo estas ideas tanto en lo físico (vegetarianismo, homeopatía, ejercicio físico y naturismo) como en lo espiritual. En Capri, Bernard y Berta  llevaron una vida en armonía con estas ideas, también conocidas bajo el nombre Zurück zur Natur (de vuelta a la naturaleza) o Naturgemäße Lebensweise (modo de vida natural). Este interés se extendía a todo tipo de manifestaciones, incluidos el uso y diseño de la ropa.
Se interesaron por la tradición y las costumbres locales de los lugares que visitaron y en los que vivieron. En este entorno Berta Rudofsky comenzó a incluir en sus creaciones textiles la artesanía y el adorno con elementos y materiales como algodón, entramados de cordeles y ganchillo, enzarzados con esparto, piedras de colores, etc. Produjo unos artículos personales que pueden ser considerados más como collares o adornos pectorales que como joyas convencionales. Su trabajo textil tuvo una clara influencia de las tradiciones vernáculas que observó en sus viajes, y a su vez realizó  prendas que sirvieron para posteriores diseños de su esposo. 
Una selección de los textiles de Berta Rudosfsky fue donada al Museum of Applied Arts MAK de Viena, que incluye prendas personales que ella solía utilizar producidas por ella misma, chalecos, blusas de señora y objetos textiles de todo tipo. Una exposición con estos mismos elementos se interesó por el paralelismo e influencias entre los diseños de objetos de Berta y la obra de Bernard Rudofsky. Se custodian vestidos de Berta, geométricos, de líneas rectas sin ceñir que permiten el movimiento, realizados a partir de una tela de algodón teñida con técnicas vernáculas americanas.  También donó al Getty Museum textiles.
En los años 40 la pareja diseñó y promovió las sandalias conocidas “Bernardo Sandals”, bajo el título de “Textile Objects from the Berta and Bernard Rudofsky Collection”. Fueron presentadas tras la exposición  "Are Clothes Modern?" en el Museum of Modern Art de Nueva York (MOMA). El calzado, que captó la atención de las revistas US-Vogue y Harper´s-Bazaar en los 60, se fundamentó en la investigación de zapatos tradicionales en distintas partes del mundo, y buscaba ser cómodo, abierto, sin ocultar ni deformar al pie, de una forma natural.  El diseño obtuvo un gran éxito y su producción fue dirigida durante unos años por Berta.
Berta colaboró con el trabajo y obra de su marido de forma anónima de muchas y variadas maneras: como colaboradora artística, editora, traductora, gestora, productora, conductora, musa y modelo.  Apoyó la creación artística, la gestión y la traducción de sus catálogos y los de la exposición Arquitectura sin Arquitectos, que tuvo gran trascendencia en el mundo arquitectónico.  Mantuvo y difundió la obra de su marido durante los dieciocho años que le sobrevivió.
En 1938 Bernard Rudofsky diseñó una "Casa para Berta" o "una casa para una mujer de mente abierta" en Procida, Italia, que no se construyó.  Finalmente en Frigiliana, provincia de Málaga, en España, en 1968, la pareja compró un terreno. En él, construyeron La casa para Berta, una residencia de verano basada en sus principios de vida en contacto directo con la naturaleza, con un programa mínimo de estancia, dormitorio, estudio y poco más, y pérgolas en el terreno ondulado.  Tras  su viudez, Berta Rudofsky mantuvo la casa en perfecto estado, hasta su fallecimiento. La casa  fue incluida en el catálogo de la Fundación DoCoMoMo Ibérico y declarada Bien de Interés Cultural (BIC) por la Junta de Andalucía.